# Scelolophia terminata
Scelolophia terminata är en fjärilsart som beskrevs av Achille Guenée 1858. Scelolophia terminata ingår i släktet Scelolophia och familjen mätare. Inga underarter finns listade.